# Saison 7 de Scrubs
Chronologie
Saison 6 Saison 8
Cet article présente le guide des épisodes de la septième saison de la série télévisée américaine Scrubs.
Cette saison devait comporter initialement 18 épisodes, mais a été réduite à 11 en raison de la grève de la Writers Guild of America de 2007, dite "grève des scénaristes". C'est aussi la dernière saison diffusée sur le réseau NBC.

## Distribution

### Acteurs principaux
- Zach Braff (VF : Alexis Tomassian) : Dr John Michael « JD » Dorian
- Sarah Chalke (VF : Véronique Desmadryl) : Dr Elliot Reid
- Donald Faison (VF : Lucien Jean-Baptiste) : Dr Christopher « Turk » Duncan Turk
- John C. McGinley (VF : Hervé Jolly) : Dr Perceval « Perry » Ulysse Cox
- Ken Jenkins (VF : Richard Leblond) : Dr Robert « Bob » Kelso
- Judy Reyes (VF : Julie Turin) : Infirmière Carla Espinosa
- Neil Flynn (VF : Marc Alfos) : L'homme de ménage ou le Concierge (The Janitor en VO)

### Acteurs secondaires
- Aloma Wright (VF : Catherine Artigala) : Infirmière Shirley[1]
- Robert Maschio (VF : Pascal Germain) : Dr Todd Quinlan
- Sam Lloyd (VF : Denis Boileau) : Ted Buckland
- Christa Miller-Lawrence (VF : Brigitte Aubry) : Jordan Sullivan
- Johnny Kastl (VF : Emmanuel Beckermann) : Dr Doug Murphy
- Travis Schuldt (VF : Yann Guillemot) : Keith Dudemeister (épisodes 1, 2 et 11)
- Elizabeth Banks (VF : Marie-Eugénie Maréchal) : Dr Kim Briggs (épisodes 1 et 2)
- Manley Henry : Titulaire Ronald, dit Snoop Dogg (épisodes 1 et 4)
- Geoff Stevenson : Dr Beardface (nom original, traduit par Dr Barbeblanche, Barberousse, Barbepoilue selon les épisodes (épisodes 1 et 4)
- Kit Pongetti (en) : Lady (épisodes 1 et 6)
- Tom Cavanagh (VF : Lionel Tua) : Daniel « Dan » Dorian (épisode 3)
- Andrew Miller : Jack Cox (épisodes 4, 5 et 11)
- Philip McNiven (VF : Yves-Henry Salerne) : Roy (épisode 4)
- Bob Bencomo : Coleman Slawski, dit Docteur Colonel (épisode 4)
- Phill Lewis (VF : Thierry Desroses) : Hooch (épisode 5)
- Efren Ramirez : Ricky (épisode 5)
- Mindy Sterling : Mrs. Cropper (épisode 8)

## Résumé de la saison
JD et Elliot ne s'embrassent pas et décident d'oublier leur presque baiser (épisode 1, 11). Pourtant, Elliot quitte Keith (épisode 1) et JD et Kim se séparent après la naissance de leur fils Sam Perry Gilligan (épisode 2).
Le Concierge sort avec une dénommée Lady (épisode 1, 6). Après s'être battu pour conserver son travail, Kelso démissionne (épisode 9).
Dans l'épisode 10, Turk et Carla envisagent d'avoir un autre enfant. Pendant ce temps, JD et Elliot se rapprochent.

## Épisodes

### Épisode 1:Mon sabordage
- États-Unis /  Canada : 25 octobre 2007 sur NBC[2] / A-Channel[3]
- France : 
  - 16 novembre 2008 sur TPS Star
  - 7 mai 2010 sur M6

- États-Unis : 7,03 millions de téléspectateurs[4] (première diffusion)

- Elizabeth Banks (Dr Kim Briggs)
- Kevin Rahm (Joe Hutnick)
- Travis Schuldt (Keith)
- Geoff Stevenson (Dr Seymour Beardface)

### Épisode 2:Mon accouchement
- États-Unis : 1er novembre 2007 sur NBC
- France : 
  - 16 novembre 2008 sur TPS Star
  - 7 mai 2010 sur M6

- États-Unis : 6,68 millions de téléspectateurs[5] (première diffusion)

- Elizabeth Banks (Dr Kim Briggs)
- Travis Schuldt (Keith)
- Carlos Jacott (Dr No-Shot)
- Debra Azar (Dr Donna)

### Épisode 3:Ma vérité qui dérange
- États-Unis : 8 novembre 2007 sur NBC
- France : 
  - 23 novembre 2008 sur TPS Star
  - 7 mai 2010 sur M6

- États-Unis : 6,36 millions de téléspectateurs[6] (première diffusion)

- Thomas Cavanagh (Dan Dorian)
- Corena Chase (Robyn)
- Tyler Poelle (Boon)

### Épisode 4:Ma crise d'identité
- États-Unis : 15 novembre 2007 sur NBC
- France : 
  - 23 novembre 2008 sur TPS Star
  - 14 mai 2010 sur M6

- États-Unis : 6,04 millions de téléspectateurs[7] (première diffusion)

- Christa Miller Lawrence (Jordan Sullivan)
- Geoff Stevenson (Dr Seymour Beardface)
- Bob Bencomo (Dr Coleman Slawski)

### Épisode 5:Mon refus de grandir
- États-Unis : 29 novembre 2007 sur NBC
- France : 
  - 30 novembre 2008 sur TPS Star
  - 14 mai 2010 sur M6

- États-Unis : 5,91 millions de téléspectateurs[8] (première diffusion)

- Phill Lewis (Hooch)
- Christa Miller Lawrence (Jordan Sullivan)
- Aaron Ikeda (Rex)
- Sterling Beaumon (Josh Winston)
- Paul Webster (M. Winston)
- Susan Leslie (Mme Winston)

### Épisode 6:Mon médecin numéro un
- États-Unis : 6 décembre 2007 sur NBC
- France : 
  - 30 novembre 2008 sur TPS Star
  - 14 mai 2010 sur M6

- États-Unis : 4,86 millions de téléspectateurs[9] (première diffusion)

Lauren Stamile (Shannon)

### Épisode 7:Ma douleur à moi
- États-Unis : 10 avril 2008 sur NBC[10]
- France : 
  - 7 décembre 2008 sur TPS Star
  - 14 mai 2010 sur M6

- États-Unis : 6,579 millions de téléspectateurs[11] (première diffusion)

- Mike Schwartz (Lloyd)
- Tyler Poelle (Boon)
- Michael Mitchell (Emery)

### Épisode 8:Ma virilité
- États-Unis : 17 avril 2008 sur NBC
- France : 
  - 7 décembre 2008 sur TPS Star
  - 21 mai 2010 sur M6

- États-Unis : 7,31 millions de téléspectateurs[12] (première diffusion)

- Geoff Stevenson (Dr Seymour Beardface)
- Roshawn Franklin (Chris)
- Michael McDonald (M. Cropper)

### Épisode 9:Mon futur ex-patron
- États-Unis : 24 avril 2008 sur NBC
- France : 
  - 14 décembre 2008 sur TPS Star
  - 21 mai 2010 sur M6

- États-Unis : 5,3 millions de téléspectateurs[13] (première diffusion)

- Christa Miller Lawrence (Jordan Sullivan)
- Geoff Stevenson (Dr Seymour Beardface)
- Jerry Sherman (M. Mandelbaum)
- Peter Holden (Alex MacRae)
- Tyler Poelle (Boon)

### Épisode 10:Mon amie retrouvée
- États-Unis : 1er mai 2008 sur NBC
- France : 
  - 14 décembre 2008 sur TPS Star
  - 21 mai 2010 sur M6

- États-Unis : 5,91 millions de téléspectateurs[14] (première diffusion)

Christa Miller Lawrence (Jordan Sullivan)

### Épisode 11:Ma princesse
- États-Unis : 8 mai 2008 sur NBC
- France : 
  - 14 décembre 2008 sur TPS Star
  - 21 mai 2010 sur M6

- États-Unis : 5,37 millions de téléspectateurs[15] (première diffusion)

- Travis Schuldt (Keith)
- Christa Miller Lawrence (Jordan Sullivan)
- Andrew Miller (Jack)
- Frank Encarnacao (Dr Mickhead)
- Katie Gill (Marian)